# Cill na Martra
Cill na Martra ("església del màrtir", en anglès Kilnamartyra pron. ˈkʲiːlʲ n̪ˠə ˈmʷɑrˠtˠərˠə) és una vila d'Irlanda, propera a Macroom, a la Gaeltacht de Muskerry, al comtat de Cork, a la província de Munster.
Hi ha nombrosos llocs d'esbarjo a la vila, com el camp local de l'Associació Atlètica Gaèlica i dos pubs. L'escola locals s'anomena Scoil Lachtain Naofa, és una Gaelscoil i rep el seu nom per Sant Lachtain, el sant patró Cill na Martra. Un 31% de la població usa l'irlandès de manera quotidiana
Cill na Martra es troba a un kilòmetre de la carretera local L3402 que s'uneix a la carretera N22 tres kilòmetres avall-